# ZAKSA 2014-2015
Questa voce raccoglie le informazioni riguardanti lo ZAKSA nelle competizioni ufficiali della stagione 2014-2015.

## Organigramma societario
Area direttiva
- Presidente: Sebastian Świderski

Area tecnica
- Allenatore: Sebastian Świderski
- Allenatore in seconda: Oskar Kaczmarczyk

## Rosa
| N° | Nome               | Ruolo | Data di nascita  | Nazionalità sportiva |
| -- | ------------------ | ----- | ---------------- | -------------------- |
| 1  | Paweł Zatorski     | L     | 21 giugno 1990   | Polonia              |
| 2  | Nimir Abdel-Aziz   | P     | 5 maggio 1992    | Paesi Bassi          |
| 3  | Dominik Witczak    | S/O   | 2 gennaio 1983   | Polonia              |
| 4  | Krzysztof Rejno    | C     | 20 febbraio 1993 | Polonia              |
| 5  | Paweł Zagumny      | P     | 18 ottobre 1977  | Polonia              |
| 6  | Krzysztof Zapłacki | S     | 8 agosto 1993    | Polonia              |
| 7  | Lucas Lóh          | S     | 18 gennaio 1991  | Brasile              |
| 8  | Jurij Hladyr       | C     | 8 luglio 1984    | Ucraina              |
| 9  | Łukasz Wiśniewski  | C     | 3 febbraio 1989  | Polonia              |
| 10 | Kay van Dijk       | S/O   | 25 giugno 1984   | Paesi Bassi          |
| 11 | Dick Kooy          | S     | 3 dicembre 1987  | Paesi Bassi          |
| 12 | Grzegorz Bociek    | S/O   | 6 giugno 1991    | Polonia              |
| 14 | Paweł Gryc         | S     | 9 gennaio 1996   | Polonia              |
| 16 | Michał Ruciak      | S     | 22 agosto 1983   | Polonia              |